# Paz de Raciąż

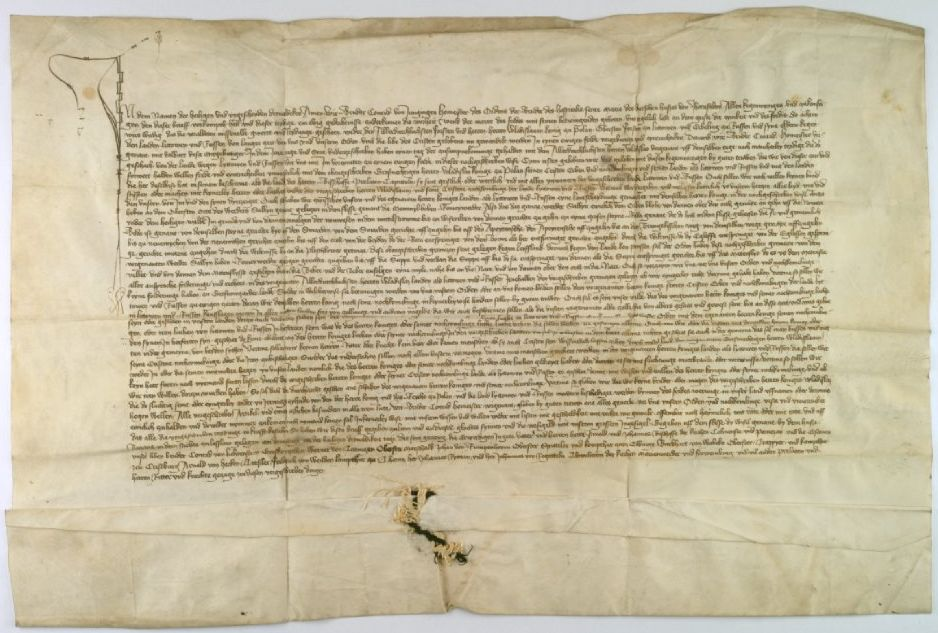
Documento original de la Paz de Raciąż.

La Paz de Raciąż fue un tratado firmado el 22 de mayo de 1404, entre Reino de Polonia, Gran Ducado de Lituania y la Orden Teutónica, con respecto al control de Dobrzyń. Para Polonia supuso la confirmación del tratado del Tratado de Kalisz (1343) y para Lituania del Tratado de Salynas de 1398. El tratado no estabilizó la situación y pronto se produjo la Guerra polaco-lituano-teutónica de 1409-1411.
- Datos: Q3493399